# Hayley Williams
Hayley Nichole Williams (Meridian, Mississipi, 27 de desembre de 1988) és una artista musical estatunidenca, vocalista i pianista del grup de rock alternatiu, Paramore.

## Biografia
Va començar cantant en una església del seu poble natal a Mississipi. Després, al començament del 2004, es va mudar a Franklin, Tennessee, on va conèixer als germans Josh Farro i Zac Farro. Hayley, ja coneixent el seu potencial vocal va saber que era bo fer una banda, uns anys després va decidir buscar algú que incrementés el seu rang de veu. Així, a través d'un amic conèixer a Brett Manning, qui li va donar classes de cant.
Abans de formar la banda Paramore, Hayley escrivia cançons per a un grup que tenien els seus amics amb música estil Funk anomenat The Factory, va ser allà on va conèixer a Jeremy Davis.
Després de diversos concerts i locals dins el territori nord-americà, Hayley va ser reconeguda per la seva gran potència vocal i energia en els seus shows en viu tenint només 16 anys, a més de la seva capacitat aeròbica per moure's bruscament utilitzant headbanging i cantar alhora.

## Carrera musical
L'any 2004, Hayley forma Paramore amb Josh Farro com a guitarrista, Zac Farro a la bateria, Jeremy Davis en el baix i ella com a vocalista. En el primer disc All We Know Is Falling, és possible escoltar la seva potència vocal sent una adolescent de 16 anys, combinat amb diversos riffs, d'altra banda les lletres d'aquest disc descriuen situacions quotidianes viscudes per Hayley, com el divorci dels seus pares, els problemes adolescents, el seu primer amor, etc. Hayley escriu totes les lletres de la banda, en certes ocasions al costat de Josh Farro, on, a més, s'inclou la primera cançó que ells van escriure sent Paramore: Conspiracy, a més, en l'escriptura d'aquesta cançó va participar Taylor York que en aquells dies no era part de la banda, ja que volia acabar els seus estudis abans d'unir-se'ls.
El segon disc Riot!, Va ser llançat el 12 de juny del 2007 als Estats Units. Hayley adopta una postura molt més enèrgica i sincera, les seves lletres comencen a tenir una quota d'honestedat. En Misery Business, es relata una història real, on Hayley va sentir que un amic d'ella va ser manipulat per una dona. Així mateix, es pot adonar-se que les lletres de Riot '! emfatitzen bastant en l'amor i, com les cançons són compostes per Williams i Farro, es pot intuir que les lletres es refereixen a la relació amorosa que en aquests anys tenien ells dos.
El tercer disc, Brand New Eyes, va ser llançat el 29 de setembre del 2009 i va tenir una gran resposta per part dels fans i els crítics. En aquest disc es percep un Paramore amb molta més maduresa musicalment. Les lletres escrites per Hayley foren molt profundes i més personals, referides prioritàriament a l'amistat i els problemes de la banda durant el període 2007 - 2008.

## Col·laboracions
Cançó 
- 2006 "Keep Dreaming Upside Down" (October Fall i Hayley Williams) A Season in Hell
- 2007 "Then Came To Kill" (The Chariot i Hayley Williams ×) The Fiancée

"The Church Channel" (Say Anything i Hayley Williams) In Defense of the Genro
"Plea" (Say Anything, Hayley Williams i Kenny Vasoli) 
- 2008 "Fallin" (Death in the Park i Hayley Williams) Death in the Park EP
- 2009 "Tangled Up" (New Found Glory) Not Without A Fight

"The Few That Remain" (setembre Your Goals i Hayley Williams) This Will Be the Death of Us
- 2010 "Airplanes" (BoB i Hayley Williams) BoB Presents: The Adventures of Bobby Ray

"Airplanes (Part II)" (BoB, Hayley Williams i Eminem)
"Bed Intruder" (Jordan Pundik, Hayley Williams i Ethan Luck)
"We All Fall Down" (Dolarhyde i Hayley Williams) Dolarhyde Self-title LP
"Stay with me" (You em at six i Hayley Williams)